# Гіпсикл
Гіпсикл (Гіпсикл Александрійський, дав.-гр. Υψικλὴς ὁ Ἀλεξανδρεύς, лат. Hypsicles; близько 190 до н. е. — бл. 120 до н. е.) — давньогрецький математик і астроном.

## Біографічні відомості
Про життя Гіпсикла практично нічого не відомо. Він вважається автором додаткової XIV книги «Начал» Евкліда. Також йому належить астрономічний твір Про сходження сузір'їв по екліптиці (ἀναφορικός). Книга Гіпсикла про багатокутні числа цитується в Арифметиці Діофанта. Він також сприяв поширенню в Греції вавилонської традиції ділити повний кут на 360°.

## Книга XIV Начал Евкліда
Основою для XIV книги Начал послужили трактати, що не дійшли до нас Арістея Старшого Про порівняння п'яти правильних тіл і Аполлонія Перзького Порівняння додекаедра з ікосаедром. У вступі до книги XIV Гіпсикл пише якомусь Протарху, що його батько і Василід з Тіра вивчали в Александрії згаданий трактат Аполлонія:
 [Вони] прийшли до думки, що це було неправильно викладено Аполлонієм, і вони самі написали виправлений текст … Пізніше і мені самому потрапила в руки інша видана Аполлонієм книга, яка містить деяке доведення, що стосується вищевикладеного, і я сам з великим натхненням зайнявся дослідженням цього завдання. Тепер, з виданої Аполлонієм книгою можна, мабуть, усім ознайомитися, так як вона знаходиться в обігу, як здається, в пізнішій ретельніше написаній редакції; сам же я, написавши у вигляді коментаря все, що мені здалося потрібним, вирішив звернутися до тебе.
У книзі доводиться 8 теорем, в тому числі основна (восьма): відношення площ поверхонь ікосаедра і додекаедра, вписаних в одну і ту ж сферу, дорівнює відношенню їх об'ємів, а саме {\displaystyle {\sqrt {\frac {5+{\sqrt {5}}}{6}}}}.

## «Про сходження сузір'їв по екліптиці»
Весь трактат складається всього з шести тверджень. Він присвячений завданню розрахунку часу, який потрібен для сходу або заходу кожного знака зодіаку. Ця проблема відігравала важливу роль для античної та середньовічної астрології. Гіпсикл, що не володів сучасними засобами сферичної тригонометрії вирішує завдання наближено, залучаючи для цього багатокутні числа. Саме в цьому творі вперше зустрічається згадане розбиття кола на 360 частин, чого не було у попередників Гіпсикла.
Деякі коментатори висловлювали думку, що самому Гіпсиклові в цьому творі належить лише кілька перших фраз, все ж інше являє собою переказ вавилонського астрономічного тексту.
Трактат Гіпсикла був перекладений арабською в IX столітті, а латиною — в XII столітті Герардом Кремонським.